# Paměti ze záhrobí
Paměti ze záhrobí (ve francouzském originále Mémoires d'Outre-Tombe) jsou memoáry francouzského spisovatele Françoise-René de Chateaubrianda, který je označován jako zakladatel francouzského romantismu. Jedná se o jeho poslední dílo. Paměti byly vydané posmrtně, a to v roce 1849 a 1850. Chateaubriand do nich zahrnul nejen historické či politické události doby, v které žil, ale také momenty ze svého soukromého života.
Své paměti se rozhodl napsat již v roce 1803. Začal je ale psát až o 6 let později, tedy v roce 1809. Nejdříve je chtěl pojmenovat jako Vzpomínky na můj život. Roku 1830 se však Chateaubriand rozhodl, že změní rozsah i název díla na Paměti ze záhrobí (Mémoires d'Outre-Tombe), pod kterým byly paměti nakonec vydány.